# А зори здесь тихие (фильм, 1972)
«…А зори здесь тихие» — советский двухсерийный художественный фильм, снятый в 1972 году по одноимённой повести писателя Бориса Васильева режиссёром Станиславом Ростоцким. 1-я серия — «Во втором эшелоне»; 2-я серия — «Бой местного значения».

## Сюжет
Основные события фильма происходят в 1942 году в Карелии.
У железнодорожного разъезда в тылу советских войск расквартировано два отделения взвода зенитчиков. К коменданту разъезда, старшине Федоту Васкову (бывшему разведчику и ветерану финской войны), недовольному поведением солдат (в частности, пьянством и тягой к противоположному полу), присылают непьющий контингент в лице девушек-добровольцев, многие из которых только окончили школу. Находясь в самовольной отлучке, одна из девушек, командир отделения Маргарита Осянина, обнаруживает в лесу двоих немцев-диверсантов. Вернувшись в расположение взвода, она докладывает об этом старшине, и тот, доложив вышестоящему руководству, получает приказ обезвредить врагов.

Старшина Васков и пять зенитчиц.
Кадр из фильма

Старшина Федот Васков, бойцы Женя Комелькова, Рита Осянина, Лиза Бричкина, Галя Четвертак и Соня Гурвич выступают на перехват гитлеровцев, возможной целью которых является Кировская железная дорога. Они устраивают засаду, но из леса выходят не двое, а шестнадцать диверсантов. Отряд Васкова вступает в неравный бой с немцами. Подкрепление не приходит — Лиза, которую Васков послал к своим, тонет в болоте. Девушки гибнут одна за другой, хоть старшина и старается беречь их, насколько возможно. В живых остаётся только один Васков. Раненый и почти безоружный, он берёт в плен оставшихся диверсантов во главе с командиром. После демобилизации Васков усыновляет Игоря — сына Риты Осяниной.
Через тридцать лет Федот Васков и его приёмный сын Игорь, ставший офицером-ракетчиком, приезжают в эти места и устанавливают мемориальную доску в районе гибели девушек-зенитчиц. Отдыхающие неподалёку молодые туристы, завидев издалека Васкова и Игоря, шутя называют их «привидениями». Но когда туристы подходят близко к Федоту и Игорю, то сразу всё понимают и склоняют головы в знак уважения памяти погибших девушек-зенитчиц, а одна туристка преклоняет колени перед мемориальной доской.

## В ролях
| Актёр                              | Роль                                                 |
| ---------------------------------- | ---------------------------------------------------- |
| Андрей Мартынов                    | комендант разъезда, старшина Федот Евграфович Васков |
| Ирина Долганова                    | рядовой Соня Гурвич                                  |
| Елена Драпеко (в титрах — Дропеко) | рядовой Лиза Бричкина                                |
| Екатерина Маркова                  | рядовой Галя Четвертак                               |
| Ольга Остроумова                   | рядовой Женя Комелькова                              |
| Ирина Шевчук                       | командир отделения, младший сержант Рита Осянина     |
| Людмила Зайцева                    | помкомвзвода, старший сержант Кирьянова              |

| Актёр              | Роль                                                           |
| ------------------ | -------------------------------------------------------------- |
| Алла Мещерякова    | Мария Никифоровна, квартирная хозяйка старшины Васкова         |
| Нина Емельянова    | Полина Егоровна Егорова, соседка Марии Никифоровны             |
| Алексей Чернов     | майор «Третий»                                                 |
| Виктор Авдюшко     | помкомвзвода                                                   |
| Владимир Ивашов    | охотник, гость Бричкиных, возлюбленный Лизы                    |
| Ирина Кмит         | зенитчица                                                      |
| Игорь Костолевский | Миша, однокурсник и возлюбленный Сони Гурвич                   |
| Георгий Мартынюк   | Лужин, майор, позднее полковник, возлюбленный Жени Комельковой |
| Наталья Пярн       | зенитчица                                                      |
| Владимир Рудый     | зенитчик                                                       |
| Юрий Сорокин       | Игорь, сын Осяниных, усыновлённый после войны Васковым         |
| Кирилл Столяров    | Сергей Столяров                                                |
| Борис Токарев      | Осянин, лейтенант-пограничник, муж Риты                        |
| Евгений Меньшов    | турист                                                         |
| Тамара Яренко      | мама Комельковой                                               |

## Съёмочная группа
- Авторы сценария — Борис Васильев, Станислав Ростоцкий
- Режиссёр-постановщик — Станислав Ростоцкий
- Оператор-постановщик — Вячеслав Шумский
- Художник-постановщик — Сергей Серебреников
- Композитор — Кирилл Молчанов
- Звукооператор — Игорь Строканов

## История создания
В 1969 году в журнале «Юность» была опубликована повесть «…А зори здесь тихие» Бориса Васильева, которая вызвала большой резонанс в читательской среде, став одной из самых популярных книг о Великой Отечественной войне. В 1971 году повесть была инсценирована Юрием Любимовым в московском театре на Таганке. В 1971 году за экранизацию повести взялся классик советского кинематографа Станислав Ростоцкий. Как впоследствии вспоминал режиссёр, бывший фронтовик, — фильм был снят в память о медсестре, которая во время войны вынесла его с поля боя и спасла от смерти. Съёмки воспоминаний героинь прошли в Москве в апреле 1971 г., натурные съёмки в Карелии в июне-октябре 1971 г. До конца того же года в Москве были отсняты сцены в павильоне.
1. ↑  «Станислав Ростоцкий: Меня вытащила из боя женщина» Теленеделя, 19 мая 2001 г. Архивная копия от 21 ноября 2008 на Wayback Machine  (Дата обращения: 26 января 2009)
2. ↑  Ирина Шевчук. Интервью в программе "Рождённые в СССР".

Натурные съёмки фильма прошли в деревне Сяргилахта в Пряжинском районе Карелии, в районе Рускеальских водопадов и в павильонах «Мосфильма» в 1971 году.
Только актриса Ольга Остроумова успела сняться у Станислава Ростоцкого в известной картине «Доживём до понедельника» и уже была довольно популярна. Для остальных актёров в главной роли картина стала настоящим дебютом на большом экране. 26-летний Андрей Мартынов убедительно сыграл роль старшины Федота Васкова (которому, согласно тексту книги, было 32 года) и на экране выглядел намного солиднее своих лет.
В съёмках фильма принимали активное участие студенты Петрозаводского государственного университета.
Песню туриста исполнил Владимир Ивашов.

## Художественные особенности
Сцены военного времени сняты в подчёркнуто реалистичном ключе и чёрно-белой гамме, тогда как в цвете сняты сцены современности, а воспоминания и мечты девушек — в цвете и в условно-романтическом стиле. Пять цветных флешбэков-грёз о несостоявшемся женском счастье стали смысловой доминантой картины.
Особые сложности возникли в связи со съёмкой эпизода в бане. В советском кинематографе весьма редко допускались столь откровенные съёмки обнажённого женского тела, но режиссёр картины преследовал определённые художественные цели. Он так объяснял суть сцены актрисам, которых пришлось уговаривать раздеться перед камерой:
Девочки, мне надо показать, куда попадают пули. Не в мужские тела, а в женские, которые должны рожать.Станислав Ростоцкий, «Жизнь» 27 марта 2007
Мечты Гали Четвертак и романс «Нет, не любил он» в исполнении Жени Комельковой являются аллюзией к популярнейшим кинокартинам тридцатых годов «Цирк» и «Бесприданница».

## Признание

### Награды и призы
- VI Всесоюзный кинофестиваль в Алма-Ате (1973) — первый приз[5];
- Памятный приз на МКФ в Венеции (1972)[источник не указан 418 дней];
- Лучший фильм 1972 года по опросу журнала «Советский экран»[источник не указан 418 дней];
- Номинация на премию «Оскар» в 1973 году в категории «Лучший фильм на иностранном языке» (премия досталась фильму Луиса Бунюэля «Скромное обаяние буржуазии»)[источник не указан 418 дней];
- Государственная премия СССР 1975 года. Удостоены: режиссёр Станислав Ростоцкий, автор повести и сценария Борис Васильев, оператор Вячеслав Шумский, актёр и исполнитель главной роли Андрей Мартынов[источник не указан 418 дней];
- Премия Ленинского комсомола 1974 года[источник не указан 418 дней].

### Известность
Фильм стал классикой советского кинематографа, одной из самых любимых народных лент, посвящённых теме войны. Картина стала одним из лидеров советского кинопроката 1973 года — её посмотрело около 66 миллионов человек. В 2002 году во время опроса (социологическая компания «Башкиров и партнёры») она была признана самой популярной картиной о Великой Отечественной войне.
В советское время фильм входил в число рекомендованных к просмотру в рамках школьной программы. Входит в образовательную программу российских вузов по специальности «журналистика».